# Jan Spindler
Jan Spindler (* 3. Juli 1971 in Naumburg) ist ein Berliner Politiker (Die Linke), früher PDS.
Spindler besuchte die Polytechnische Oberschule und die erweiterte Oberschule. Nach seinem Abitur und einem Jahr im Grundwehrdienst studierte er Rechtswissenschaften an der FU Berlin.
1990 trat Spindler in die PDS ein, zwei Jahre später wurde er stellvertretender Vorsitzender des Bezirksverbandes Pankow. Später war er Mitglied des Bezirksvorstandes. Von 1995 bis 1999 gehörte er der Bezirksverordnetenversammlung von Pankow an, in der er zuletzt als Fraktionsvorsitzender fungierte. Von 1999 bis 2006 gehörte er dem Abgeordnetenhaus von Berlin an. 1999 wurde er im Wahlkreis Pankow 3 direkt gewählt, 2001 im Wahlkreis Pankow 1. In der Anfangszeit war er dabei stellvertretender Vorsitzender seiner Fraktion.